# Copa de fútbol femenino de Alemania 2016-17
La Copa de fútbol femenino de Alemania 2016-17 fue la 37ma temporada de la segunda competición más importante del fútbol femenino en Alemania luego de la Bundesliga Femenina

## Resultados

### Primera ronda
El sorteo se realizó el 15 de julio de 2016. Los partidos se jugaron el 20 y 21 de agosto de 2016.
| Equipo 1                      | Resultado          | Equipo 2                       |
| ----------------------------- | ------------------ | ------------------------------ |
| SV Alberweiler (IV)           | 0–9                | MSV Duisburg (I)               |
| FC Viktoria 1889 Berlin (III) | 0–5                | Arminia Bielefeld (II)         |
| SSC Hagen Ahrensburg (IV)     | 1–2                | Bramfelder SV (II)             |
| Holstein Kiel (III)           | 0–15               | SV Werder Bremen (II)          |
| 1. FC Lübars (IV)             | 0–12               | Blau-Weiß Hohen Neuendorf (II) |
| FSV Hessen Wetzlar (II)       | 1–3                | SC Sand (I)                    |
| 1. FFC Fortuna Dresde (III)   | 2–0                | SC Weyhe (IV)                  |
| 1. FC Union Berlin (II)       | 1–6                | BV Cloppenburg (II)            |
| Karlsruher SC (IV)            | 1–5                | Borussia Mönchengladbach (I)   |
| Borussia Bocholt (III)        | 1–2                | Hegauer FV (III)               |
| TSV Sundhausen (IV)           | 0–4                | Magdeburger FFC (III)          |
| SV Henstedt-Ulzburg (II)      | 3–1                | Herforder SV (II)              |
| FSV Gütersloh 2009 (II)       | 2–2 a.e..t (5–3 p) | SV Meppen (II)                 |
| Arminia Ibbenbüren (IV)       | 5–1                | FFV Leipzig (III)              |
| FC Bergedorf 85 (III)         | 2–0                | Blau-Weiß Beelitz (III)        |
| SV Union Meppen (IV)          | 3–1                | 1. FC Neubrandenburg 04 (III)  |
| 1. FFC 08 Niederkirchen (II)  | 0–4                | Bayer 04 Leverkusen (I)        |
| SC Siegelbach (III)           | 0–2                | SV 67 Weinberg (II)            |
| TSG Neu-Isenburg (IV)         | 1–2                | TSV Crailsheim (II)            |
| 1. FC Riegelsberg (III)       | 3–0                | ETSV Würzburg (III)            |
| 1. FC Köln (II)               | 3–4                | TSV Schott Mainz (II)          |
| Alemannia Aachen (III)        | 0–8                | VfL Sindelfingen (II)          |
| 1. FC Nürnberg (III)          | 1–2                | 1. FC Saarbrücken (II)         |
| Sportfreunde Ippendorf (IV)   | 1–4                | SG 99 Andernach (III)          |

### Segunda ronda
Los partidos se jugaron el 8 y 9 de octubre de 2016. Los ocho mejores equipos de la Bundesliga de la temporada pasada se unen a los 24 ganadores de la ronda previa.
| Equipo 1                       | Resultado          | Equipo 2                     |
| ------------------------------ | ------------------ | ---------------------------- |
| TSV Crailsheim (II)            | 1–2                | SV 67 Weinberg (II)          |
| Hegauer FV (III)               | 0–2                | 1. FFC Frankfurt (I)         |
| 1. FC Riegelsberg (III)        | 0–15               | FC Bayern Múnich (I)         |
| SG 99 Andernach (III)          | 0–4                | SC Freiburg (I)              |
| 1. FC Saarbrücken (II)         | 0–4                | Bayer 04 Leverkusen (I)      |
| TSV Schott Mainz (II)          | 0–4                | SC Sand (I)                  |
| VfL Sindelfingen (II)          | 0–4                | TSG 1899 Hoffenheim (I)      |
| Arminia Ibbenbüren (IV)        | 3–3 a.e..t (5–3 p) | Bramfelder SV (II)           |
| Arminia Bielefeld (II)         | 6–2                | FSV Gütersloh 2009 (II)      |
| SV Union Meppen (IV)           | 0–4                | BV Cloppenburg (II)          |
| 1. FFC Fortuna Dresde (III)    | 0–9                | VfL Wolfsburgo (I)           |
| Magdeburger FFC (III)          | 0–1                | Borussia Mönchengladbach (I) |
| FC Bergedorf 85 (III)          | 0–5                | SGS Essen (I)                |
| Blau-Weiß Hohen Neuendorf (II) | 1–3                | FF USV Jena (I)              |
| SV Werder Bremen (II)          | 1–1 a.e..t (5–4 p) | Turbine Potsdam (I)          |
| SV Henstedt-Ulzburg (II)       | 0–5                | MSV Duisburg (I)             |

### Octavos de final
Los partidos se jugaron el 3 y 4 de diciembre de 2016.
| Equipo 1                | Resultado | Equipo 2                     |
| ----------------------- | --------- | ---------------------------- |
| SV 67 Weinberg (II)     | 0–3       | SC Sand (I)                  |
| BV Cloppenburg (II)     | 1–0       | MSV Duisburg (I)             |
| Bayer 04 Leverkusen (I) | 5–0       | FF USV Jena (I)              |
| SV Werder Bremen (II)   | 1–0       | TSG 1899 Hoffenheim (I)      |
| Arminia Ibbenbüren (IV) | 0–8       | FC Bayern Múnich (I)         |
| 1. FFC Frankfurt (I)    | 3–2       | SGS Essen (I)                |
| SC Freiburg (I)         | 2–0       | Borussia Mönchengladbach (I) |
| Arminia Bielefeld (II)  | 0–2       | VfL Wolfsburgo (I)           |

### Cuartos de final
Los partidos se jugaron el 15 de marzo de 2017.
| Equipo 1              | Resultado | Equipo 2                |
| --------------------- | --------- | ----------------------- |
| SV Werder Bremen (II) | 0–1       | SC Sand (I)             |
| FC Bayern Múnich (I)  | 0–2       | VfL Wolfsburgo (I)      |
| SC Freiburg (I)       | 2–0       | 1. FFC Frankfurt (I)    |
| BV Cloppenburg (II)   | 0–2       | Bayer 04 Leverkusen (I) |

### Semifinales
Los partidos se jugaron el 16 de abril de 2017.
| Equipo 1                | Resultado | Equipo 2           |
| ----------------------- | --------- | ------------------ |
| Bayer 04 Leverkusen (I) | 0–4       | SC Sand (I)        |
| SC Freiburg (I)         | 1–2 (pro) | VfL Wolfsburgo (I) |

#### Bayer 04 Leverkusen - SC Sand
| 16 de abril de 2018 14:00 | Bayer 04 Leverkusen | 0-4     | SC Sand                              | Nachwuchsleistungszentrum Kurtekotten, Leverkusen          |                                                            |
|                           |                     | Reporte | Burger 10' 16' 61' · Damnjanovic 35' | Asistencia: 1.095 espectadores Árbitro(s): Karoline Wacker | Asistencia: 1.095 espectadores Árbitro(s): Karoline Wacker |

#### SC Freiburg - VfL Wolfsburgo
| 16 de abril de 2017 15:00 | SC Freiburg | 1-2 (pro) | VfL Wolfsburgo         | Möslestadion, Friburgo de Brisgovia                       |                                                           |
|                           | Kayikçi 20' | Reporte   | Hansen 52' · Pajor 96' | Asistencia: 1.225 espectadores Árbitro(s): Angelika Söder | Asistencia: 1.225 espectadores Árbitro(s): Angelika Söder |

### Final
La final se jugó el 27 de mayo de 2017 en Colonia.
| 27 de mayo de 2017 16:15 | SC Sand         | 1-2     | VfL Wolfsburgo | Estadio Rhein Energie, Colonia                             |                                                            |
|                          | Damnjanovic 78' | Reporte | Harder 65' 75' | Asistencia: 17.016 espectadores Árbitro(s): Ines Appelmann | Asistencia: 17.016 espectadores Árbitro(s): Ines Appelmann |

| Sand | Wolfsburgo |

| GK           | 25 | Carina Schlüter      |       |     |
| RB           | 17 | Claire Savin         |       |     |
| CB           | 26 | Laura Vetterlein     | 90+4' |     |
| CB           | 16 | Diane Caldwell       |       |     |
| LB           | 3  | Cecilie Sandvej      |       |     |
| RM           | 2  | Laura Feiersinger    |       | 82' |
| CM           | 7  | Anne van Bonn (C)    |       |     |
| CM           | 4  | Chioma Igwe          |       | 76' |
| LM           | 12 | Verena Aschauer      |       | 71' |
| SS           | 19 | Nina Burger          |       |     |
| CF           | 14 | Jovana Damnjanović   |       |     |
| Substitutes: |    |                      |       |     |
| GK           | 31 | Sabrina Lang         |       |     |
| DF           | 16 | Letícia Santos       |       |     |
| DF           | 20 | Jana Vojteková       |       | 71' |
| MF           | 8  | Jennifer Gaugigl     |       |     |
| MF           | 18 | Dominika Škorvánková | 80'   | 76' |
| MF           | 23 | Isabelle Meyer       |       |     |
| FW           | 13 | Milena Nikolić       |       | 82' |
| Manager:     |    |                      |       |     |
| Colin Bell   |    |                      |       |     |

| GK              | 1  | Almuth Schult            |            |     |
| RB              | 9  | Anna Blässe              |            |     |
| CB              | 4  | Nilla Fischer (C)        |            |     |
| CB              | 8  | Babett Peter             |            |     |
| LB              | 27 | Isabel Kerschowski       |            | 46' |
| DM              | 7  | Sara Björk Gunnarsdóttir | 60', 90+5' |     |
| RW              | 26 | Caroline Hansen          |            |     |
| AM              | 11 | Alexandra Popp           | 77'        |     |
| AM              | 22 | Pernille Harder          |            |     |
| LW              | 10 | Tessa Wullaert           |            | 86' |
| CF              | 17 | Ewa Pajor                |            | 81' |
| Substitutes:    |    |                          |            |     |
| GK              | 29 | Merle Frohms             |            |     |
| DF              | 5  | Emily van Egmond         |            | 86' |
| DF              | 16 | Noëlle Maritz            |            | 46' |
| DF              | 20 | Stephanie Bunte          |            |     |
| DF              | 24 | Joelle Wedemeyer         |            |     |
| MF              | 18 | Vanessa Bernauer         |            | 81' |
| MF              | 30 | Élise Bussaglia          |            |     |
| Manager:        |    |                          |            |     |
| Ralf Kellermann |    |                          |            |     |

| Árbitros asistentes: Kathrin Heimann Fabienne Michel Cuarto árbitro: Nadine Westerhoff | Reglas del partido - 90 minutos. - 30 minutos de prórroga si es necesario. - Tanda de penaltis si el resultado sigue en empate. - Siete substitutos convocados. - Máximo de tres substituciones, con un cuarto permitido en la prórroga. |

## Goleadoras
| Posición | Jugadora               | Club                     | Goles |
| -------- | ---------------------- | ------------------------ | ----- |
| 1        | Nina Burger            | SC Sand                  | 5     |
| 1        | Annabel Jäger          | Arminia Bielefeld        | 5     |
| 3        | Cindy König            | SV Werder Bremen         | 4     |
| 3        | Erika Szuh             | BW Hohen Neuendorf       | 4     |
| 3        | Kathleen Radtke        | MSV Duisburg             | 4     |
| 3        | Anja Mittag            | VfL Wolfsburgo           | 4     |
| 3        | Vivianne Miedema       | FC Bayern Múnich         | 4     |
| 8        | Stefanie van der Gragt | FC Bayern Múnich         | 3     |
| 8        | Mandy Islacker         | 1. FFC Frankfurt         | 3     |
| 8        | Ewa Pajor              | VfL Wolfsburgo           | 3     |
| 8        | Jessica Golebiewski    | SV Werder Bremen         | 3     |
| 8        | Nadja Kleinikel        | Borussia Mönchengladbach | 3     |
| 8        | Kristin Kögel          | VfL Sindelfingen         | 3     |
| 8        | Stefanie Sanders       | SV Werder Bremen         | 3     |
| 8        | Melissa Steffen        | Arminia Ibbenbüren       | 3     |
| 8        | Charline Hartmann      | SGS Essen                | 3     |
| 8        | Lisa Schwab            | Bayer 04 Leverkusen      | 3     |